# Mihail Isaak Homschi
Homschi, Mihail Isaak (Motl Ițhak) (n. 1923, Telenești - d. 2006, Israel) a fost un activist din raionul Telenești și RSSM.

## Biografie
Motl Ițhak Homschi s-a născut la Telenești în anul 1923 în familia lui Ițhak Homschi și Lizei (Leicăi) Homschi. A studiat la Heder, învățând limba ivrit. În perioada interbelică a fost vătaf la un sătean bogat. Din anul 1943 este înrolat în armata sovietică în trupele inginerești. S-a ocupat de construcția de poduri și pontoane pentru Armata Roșie. A terminat războiul în Austria. A fost decorat cu mai multe ordine și medalii de luptă. Membru PCUS din anii războiului. După război a fost instructor al Comitetului raional de partid Telenești, președinte-adjunct al colhozului "Viața Nouă" din Ciocâlteni. A absolvit școala superioară de partid din Chișinău. Este îndreptat la muncă de partid în organele raionale din fostul raion Lazovsk (Sângerei). Din anul 1964 este președinte al colhozului "Dimitrov" din Telenești, Inești și Mihălașa. Din anul 1967 este membru al biroului comitetului raional de partid Telenești. Din anul 1976 funcționează în cadrul Comitetului de stat pentru televiziune și radio și locuiește la Chișinău. În anul 1992 a emigrat cu familia în Israel. Soția - Asea Homschi (n. Arinștein). Copii - Isaak (Izea) și Alexandru (Șuric).

## Decorații
- Pentru apărarea Caucazului
- Drapelul Roșu de luptă (jubiliar)
- Pentru Budapesta
- Pentru Victorie asupra Germaniei

ș.a.